# Egeiska öarna

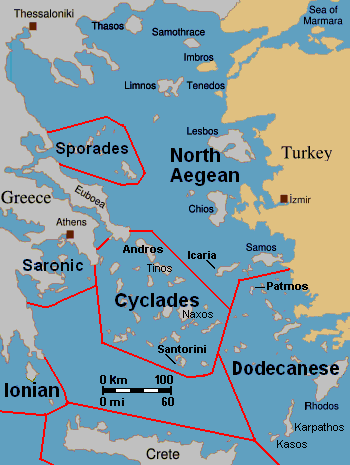
Ögrupper i Egeiska havet

Egeiska öarna (grekiska: Νησιά Αιγαίου/Nisiá Aigaíou; turkiska: Ege Adaları) är en arkipelag av öar i Egeiska havet. Området avgränsas i norr och väster av det grekiska fastlandet, i söder av ön Kreta och i öster av Anatolien som tillhör Turkiet. Öarna delas traditionellt upp i sju grupper från norr till söder:
- Nordegeiska öarna
- Sporaderna
- Euboia
- Saroniska öarna
- Kykladerna
- Dodekanisos (Tolvöarna)
- Kreta

Kykladerna och Dodekanisos grupperas också i Sydegeiska öarna vilket, liksom Kreta och Nordegeiska öarna, är en av Greklands periferier.